# 第二十二号型水雷艇
第二十二号型水雷艇（だいにじゅうにごうがたすいらいてい、旧字体：第二十二號型水雷艇）は、日本海軍の二等水雷艇。同型艇19隻。これは日本海軍水雷艇では最大の隻数。

## 概要
1889年（明治22年）度の計画によりドイツのシーシャウ社に2隻が発注され、1891年（明治24年）度に図面により1隻が国内で建造された。第31号以降の16隻は日清戦争後の1896年（明治29年）度にシーシャウ社に発注、ボイラーがソーニクロフト式水管缶となり機関の信頼性が増した。本型は建造所の名前から「シーシャウ型」と呼ばれる。
戦歴は第23号は第1水雷艇隊として日清戦争に参加、第22号は1895年（明治28年）2月5日未明の威海衛作戦に第3艇隊の司令艇として攻撃の第1陣に参加した。第1陣は奇襲の形となり魚雷発射に成功、他の艇と共同で「定遠」に魚雷を命中させ「定遠」は沈没を防ぐため擱座した。第22号はその帰途に座礁し夜明け頃に船体は放棄された。乗員は陸上に避難した。
日露戦争にも第22,23号を除く各艇が参加し第48号が戦没、日本海海戦に参加した艇のうち、第34号、第35号の2隻が失われた。
残る各艇は大正初めに除籍された。

## 同型艦
竣工日の後は（建造所/組立所）。シーシャウ=ドイツ・シーシャウ社。小野浜=小野浜造船所、1893年 (明治26年) より呉鎮守府造船支部（=呉造船支部）と改称。呉=呉造船廠、横須賀=横須賀造船廠、佐世保=佐世保造船廠、長崎=三菱長崎造船所、川崎=神戸川崎造船所。
- 第22号 : 1893年（明治26年）8月5日竣工（シーシャウ/小野浜）。1895年（明治28年）2月5日戦没。
- 第23号 : 1893年（明治26年）8月5日竣工（シーシャウ/小野浜）。1898年（明治31年）7月20日沈没。
- 第25号 : 1895年（明治28年）2月28日竣工（呉造船支部）。1913年（大正2年）4月1日除籍。
- 第31号 : 1900年（明治33年）1月22日竣工（シーシャウ/佐世保）。1913年（大正2年）4月1日除籍。母港:佐世保(最終時)、6月12日売却訓令、11月1日4,200円で売却報告[7]。
- 第32号 : 1900年（明治33年）3月7日竣工（シーシャウ/佐世保）。1913年（大正2年）4月1日除籍。母港:佐世保(最終時)、6月12日売却訓令、11月1日4,200円で売却報告[7]。
- 第33号 : 1900年（明治33年）2月14日竣工（シーシャウ/佐世保）。1914年（大正3年）11月10日沈没。
- 第34号 : 1900年（明治33年）3月7日竣工（シーシャウ/佐世保）。1905年（明治38年）5月27日戦没。
- 第35号 : 1900年（明治33年）3月22日竣工（シーシャウ/川崎）。1905年（明治38年）5月27日戦没。
- 第36号 : 1900年（明治33年）4月9日竣工（シーシャウ/川崎）。1913年（大正2年）4月1日除籍。母港:佐世保(最終時)、6月12日売却訓令、11月1日4,200円で売却報告[7]。
- 第37号 : 1900年（明治33年）3月23日竣工（シーシャウ/長崎）。1913年（大正2年）4月1日除籍。母港:佐世保(最終時)、6月12日売却訓令、11月1日4,200円で売却報告[7]。
- 第38号 : 1900年（明治33年）3月23日竣工（シーシャウ/長崎）。1913年（大正2年）4月1日除籍。母港:佐世保(最終時)、6月12日売却訓令、11月1日4,200円で売却報告[7]。
- 第44号 : 1900年（明治33年）8月17日竣工（シーシャウ/横須賀）。1913年（大正2年）4月1日除籍。
- 第45号 : 1900年（明治33年）8月21日竣工（シーシャウ/横須賀）。1913年（大正2年）4月1日除籍。
- 第46号 : 1900年（明治33年）8月21日竣工（シーシャウ/横須賀）。1913年（大正2年）4月1日除籍。
- 第47号 : 1900年（明治33年）10月1日竣工（シーシャウ/佐世保）。1912年（大正1年）10月11日除籍。
- 第48号 : 1900年（明治33年）10月14日竣工（シーシャウ/佐世保）。1904年（明治37年）5月12日戦没。
- 第49号 : 1900年（明治33年）11月2日竣工（シーシャウ/佐世保）。1914年（大正3年）4月1日除籍。
- 第60号 : 1901年（明治34年）10月20日竣工（シーシャウ/呉）。1915年（大正4年）4月1日除籍。
- 第61号 : 1901年（明治34年）12月16日竣工（シーシャウ/川崎）。1915年（大正4年）4月1日除籍。